# Ministère de la Science et de la Technologie (Vietnam)
Pour les articles homonymes, voir Ministère de la Science et Ministère de la Technologie.

Le Ministère de la Science et de la Technologie (vietnamien : vietnamien: Bộ Khoa học và Công nghệ) est un ministère du gouvernement du Viêt Nam dont le siège est dans le district de Cau Giay à Hanoï au Viêt Nam.

## Missions
Le ministère est responsable de l'administration des activités scientifiques et technologiques, du développement des potentiels scientifiques et technologiques, de la propriété intellectuelle, des normes, de la métrologie et du contrôle qualité, de l'énergie atomique du rayonnement et de la sûreté nucléaire.

## Organisation
- Département des sciences sociales et naturelles
- Département des sciences et technologies pour les secteurs économiques et techniques
- Département de l'évaluation, de l'examen et de l'évaluation de la technologie
- Département de haute technologie
- Département de la planification et des affaires générales
- Département de la Finance
- Département des coopérations internationales
- Département juridique
- Département de l'organisation et du personnel
- Inspection du ministère
- Bureau du ministère
- Bureau national dans la région du Sud
- Agence d'État pour l'innovation technologique
- Agence nationale pour l'entrepreneuriat technologique et le développement du commerce
- Office National de la Propriété Intellectuelle
- Agence vietnamienne de l'énergie atomique
- Agence nationale pour l'information scientifique et technologique
- Agence vietnamienne pour le rayonnement et la sûreté nucléaire
- Direction des normes, de la métrologie et de la qualité
- Conseil de gestion du parc technologique de Hoa Lac